# Kocsárd Kún
Kocsárd Kún (n. 26 iunie 1803, Geoagiu, Monarhia Habsburgică – d. 11 ianuarie 1895, Orăștie, Austro-Ungaria) a fost un om de cultură și prefect al comitatului Hunedoara. Kocsárd Kún a extins pe cheltuiala proprie Colegiul Reformat din Orăștie (în prezent Liceul „Aurel Vlaicu” din Orăștie), al cărui director a fost timp de trei decenii. 

## Familia
Pedagogul Kocsárd Kún descende dintr-o familie nobiliară din Ojdula, comitatul Trei Scaune. Un înaintaș, cu numele Antal Kún, este menționat ca participant în 1506 la adunarea de la Luteni. Unul din fiii lui Antal a fost căpitanul secui Kocsárd Kún, care în 1528 i s-a alăturat lui Ioan Zápolya. Comandantul Kocsárd Kún a primit drept răsplată în anul 1531 moșia Geoagiu, cuprinzând nu mai puțin de 18 sate. În familia Kún prenumele german Gotthard în varianta maghiară Kocsárd apare de mai multe ori. Familia era de credință creștină reformată.
Părinții lui Kocsárd Kún au fost István Kún și Klára Lázár.

## Studiile
Studiile le-a început la Orăștie, continuându-le la Aiud și Cluj, unde a studiat filologia. Finalizându-și studiile, devine licențiat în drept. La vârsta de doar 20 de ani a ajuns la „Gubernatoriul” din Târgu Mureș, ca apoi să devină subprefect în comitatul Hunedoara, funcție pe care a ocupat-o până în 1833.

## Activitatea politică și pedagogică

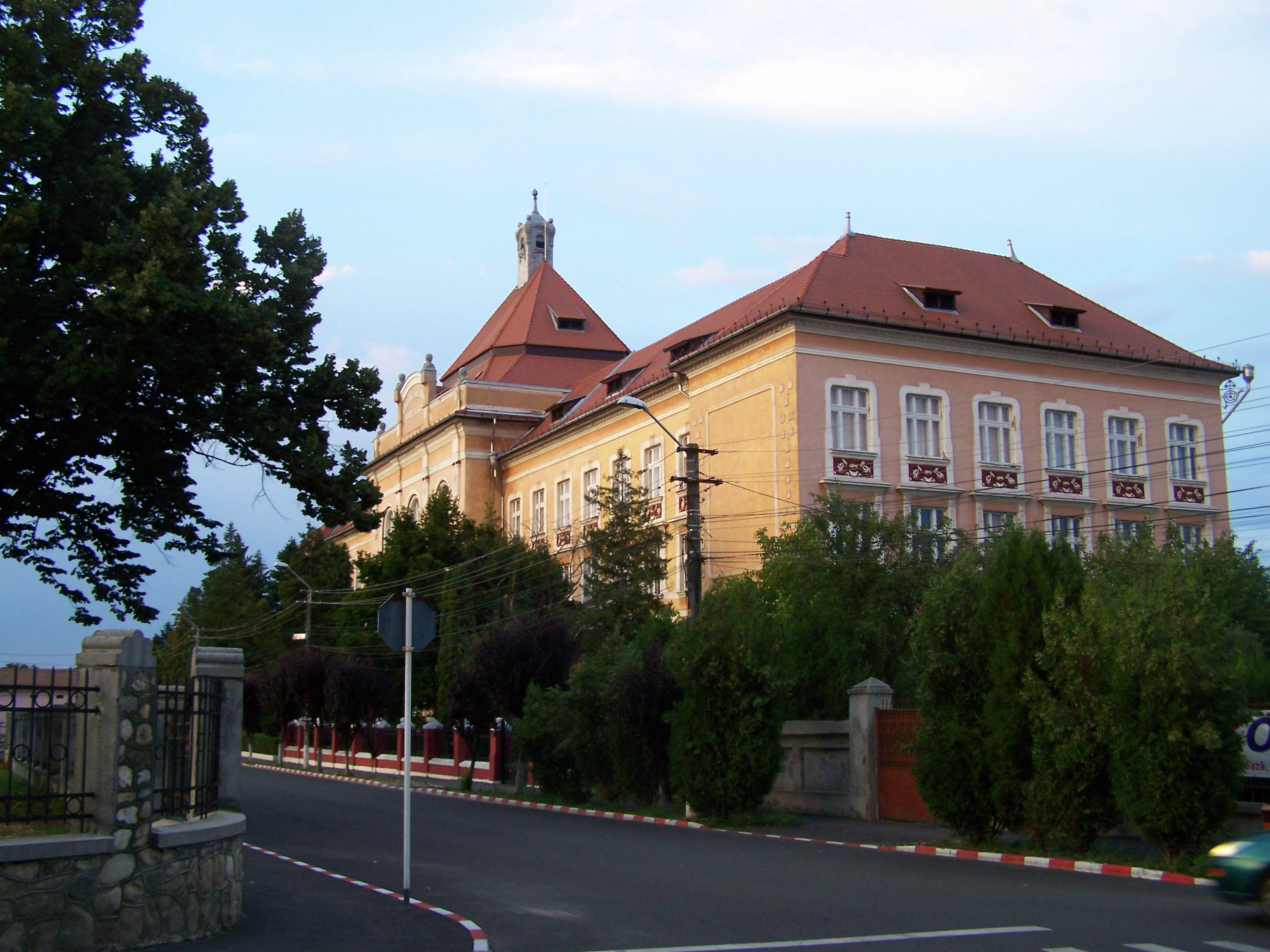
Fostul liceu reformat din Orăștie (în prezent Liceul „Aurel Vlaicu”)

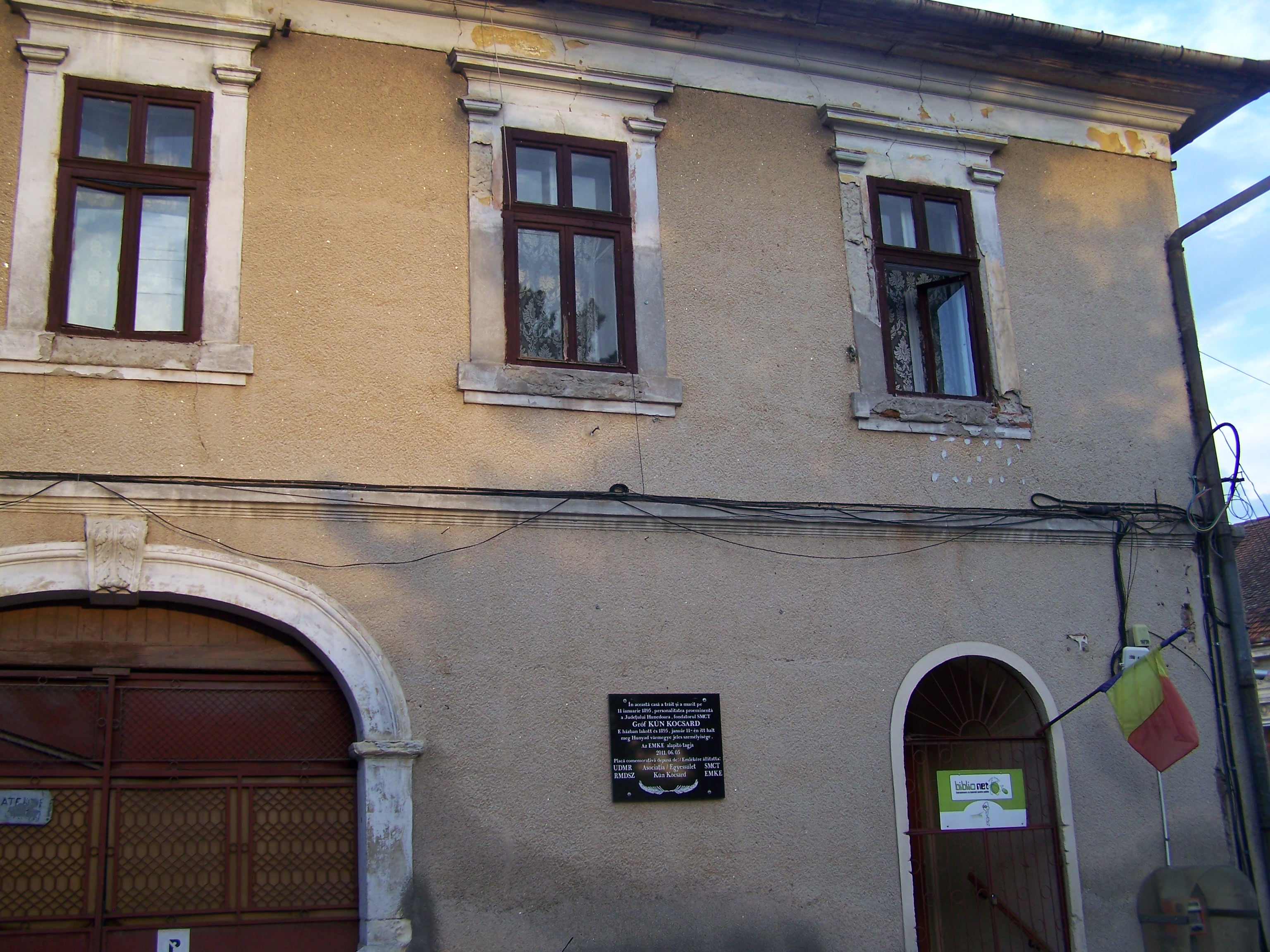
Casa natală a lui Kocsárd Kún

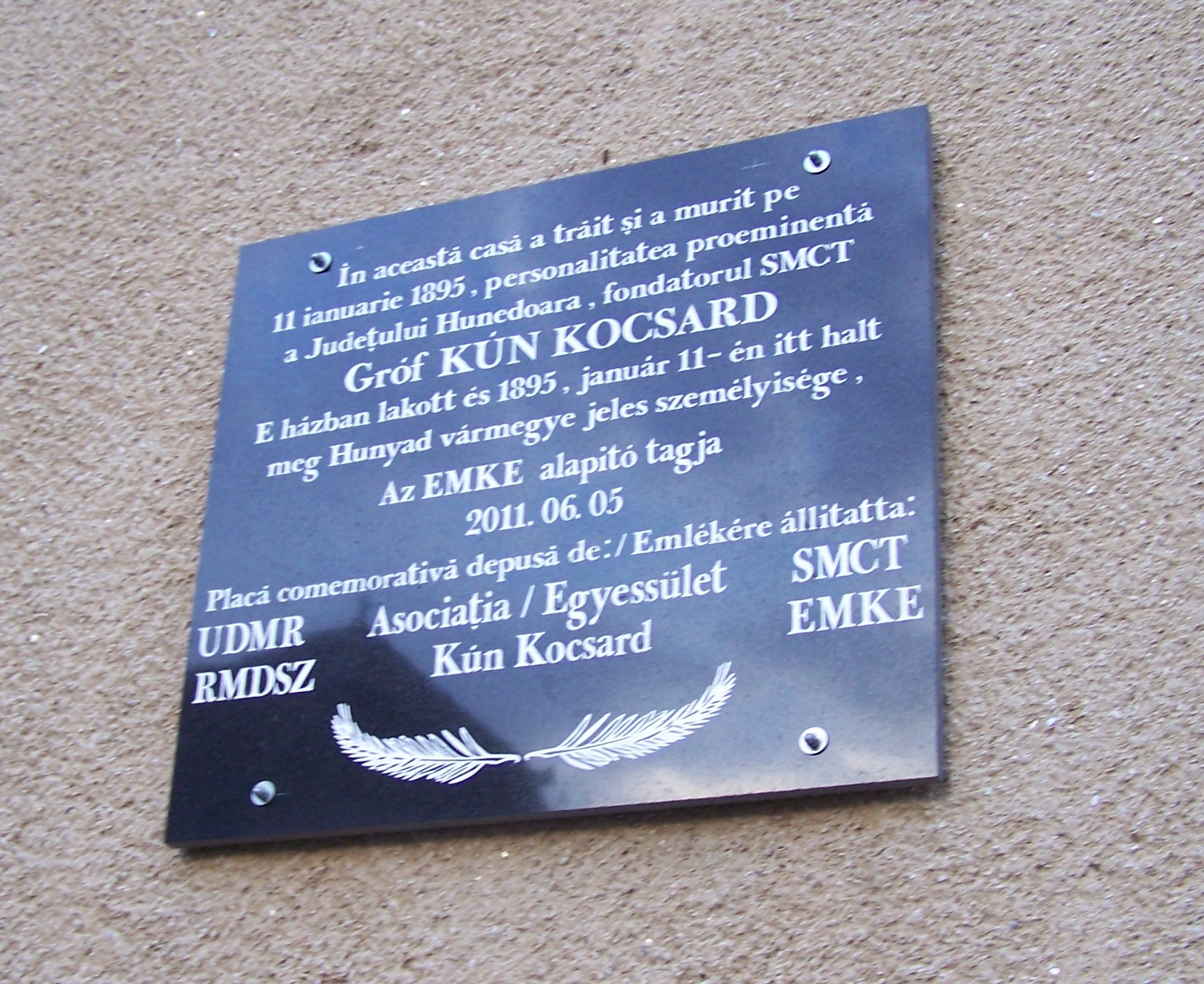
Placă memorială

Având idei revoluționare în ciuda statutului său de grof („conte”), ajunge în conflict cu conducerea comitatului, motiv pentru care se retrage pe moșia sa din Geoagiu.
În anul 1834 a fost ales curator principal al gimnaziului reformat din Orăștie, funcție ce a deținut-o timp de 63 de ani. Kún a activat în această funcție cu dăruire, abnegație și sacrificii materiale. Activitatea i-a fost întreruptă în 1848, când a fost ales prefect al comitatului Hunedoara. După înfrângerea revoluției de la 1848, la care participase, Kún a fost deținut timp de șase ani în închisoarea cetații Komárom. În 1856 a fost eliberat din detenție, dar la întoarcerea pe moșie, a găsit-o devastată. Cu o putere de lucru mare, cu o voință de neclintit, a reparat stricăciunile.
În 1866, comitatul Hunedoara l-a ales din nou ca deputat, iar în următorul an Kocsárd Kún a fost ales prefect, dar, sănătatea fiindu-i șubrezită, a renunțat la aceste funcții.
Fiind curatorul principal, încă de la începutul activității, a pus la punct situația financiară a școlii, gimnaziul, care în 1855 devine Colegiu Reformat. În 1865 a ridicat pe propria sa cheltuială două aripi la clădirea veche a școlii, mai târziu a finanțat o fațadă luxoasă și un spital pentru elevi (1877). A făcut mai multe donații și fundații pentru noi posturi de profesori, pentru asigurarea salariilor, iar pentru elevi a asigurat 25 de burse. În 1887 și-a donat moșia de la Geoagiu (care valora un sfert de milion de forinți) societății EMKE, asociația culturală a maghiarilor din Ardeal. Pe această moșie, într-un teren de peste 200 de ha, a fost înființată o școală agricolă pentru elevii secui și ceangăi. În 1892 a donat două case din Orăștie tot societății EMKE, drept pentru care a fost ales președinte de onoare al acestei societăți.
Groful („contele”) Kocsárd Kún s-a stins din viață la 11 ianuarie 1895 la Orăștie și a fost înmormântat în cimitirul reformat din localitate. În același an, la 5 iunie, rămășițele pământești i-au fost mutate în mormântul de stâncă din Geoagiu.
Scopul vieții lui Kocsárd Kún a fost slujirea națiunii, așa cum a fost menționat la ședința de formare a societății EMKE: «Kún Kocsárd însuși este o uniune culturală, fiind cel care, pentru maghiarii din Ardeal, a făcut mai mult decât toată societatea pe timp îndelungat». Numele lui Kocsárd Kún, ctitor al colegiului, celebru atât printre maghiari cât și în tot comitatul Hunedoarei, este înscris cu litere de aur în cultura Ardealului. La inaugurarea la 31 octombrie 1910 a clădirii impozante a liceului, în memoria lui i-a fost dezvelit bustul monumental din fața clădirii. Principalele însușiri ale caracterului său au fost: hărnicia extraordinară, spiritul gospodăresc și economic, cinstea și demnitatea, marea credință, toleranța față de alte confesiuni, ecumenismul, iubirea profundă pentru neamul și patria maghiară, respectul față de celelalte naționalități, dragostea față de om – de fapt, un model de moralitate.
Kocsárd Kún, considerat ca un autentic apostol al umanismului, este astfel descris de poetul György Nedeczky:
„Amintește-ți de mine, dacă am plecat,

Pe drumul ceresc presărat cu stele,

Unde nu există ură, numai iubire,

În patria fericită a dreptății,

Amintește-ți de mine când nu voi mai fi,

Nu am murit, trăiesc în inimi.”